# Óscar Bonfiglio
Oscar Bonfiglio Martinez (ur. 5 października 1905 w Guaymas, zm. 14 stycznia 1987) – meksykański piłkarz występujący na pozycji bramkarza.
Wystąpił w reprezentacji Meksyku na Mistrzostwach Świata 1930. Był pierwszym bramkarzem w historii, któremu strzelono gola na mundialu. Pokonany został przez zawodnika reprezentacji Francji Luciena Laurenta. W tym samym czasie grał również w klubie Marte FC.